# TBN 차차차 (울산)
TBN 차차차는 TBN 울산교통방송(FM 104.1MHz)에서 평일 낮 12시부터 2시까지 방송되는 울산권지역의 라디오 가요, 오락 프로그램이다.

## 매일코너
- <1부>
  - 차차차 퀴즈 - 매일 다른 콩트! 오늘 핫이슈를 콩트로 만나다!
- <2부>
  - 차차 상사 - 차차 상사에서 벌어지는 다양한 이야기

## 주간코너
- <2부>
  - <월> 맛대맛! 그래 이맛이야 - 같은 식재료, 다른 음식! 돌격! 맛 대 맛~!, 고! 영서가 간다 - 해외전문 고영서 리포터가 알려주는 세상 별별 이야기!
  - <화> 명작 극장 - 세계 다양한 명작들! 콩트로 재현해 봅니다., 트롯대학교 - 트로트 각 분야 최고 교수님들과 트로트를 공부합시다~!
  - <수> 건강 상담소 - 건~행! 건강하고 행복하게 사는 방법!, 지구방위대 프레시맨~! - 프레시맨 최동민 아나운서와 함께 아름다운 세상을 만들어요~
  - <목> 행사의 달인 - 전국~!행사 자랑! 전국의 별별 행사를 소개합니다!, 차차차 라이브 - 가수들의 라이브 공연! 함께 들어요!
  - <금> 트로트~!인기가요! 이번주 트로트 차트! 영예의 1등은 누구?, TBN 속 최고(청취자 전화연결) - 교통방송 통신원들과 함께, 유퀴즈?, 차차차 리믹스 - 트로트 리믹스로 불금 시동 부릉부릉~~